# Gnuttarna
Gnuttarna är en svensk barnserie av Lars Mortimer, producerad på 1980-talet. Den handlar om några vithåriga, pälsbeklädda skogsvarelser. Den är en spinoff från serien Bobo, där Gnuttarna ursprungligen var bifigurer. En av dem, "Gnutten", bodde med Bobo och hans vänner i deras grotta i skogen, medan resten av Gnuttarna bodde i "Gnuttbyn" i skogens utkanter.
Gnuttarna har genomgått ett antal olika utvecklingsstadier. Från början var de alla identiskt lika och kommunicerade bara med utropstecken. I och med Smurfarnas popularitet i Sverige anammade de sedermera ett liknande språk och använde meningar som "Gnuttigt att se dig igen." Ännu senare började de tala som vanligt folk, men utvecklade istället olika smurf-inspirerade personligheter – bland annat fanns en Gammelgnutt, en Tröttgnutt och en Hungergnutt.
"Gnuttarna" har publicerats i serietidningarna Bobo (1978-1989), oftast som seriefigurer i serien Bobo; Gnutten & Co (1985-1988), som uteslutande innehöll serier om gnuttar; Bobo och gnuttarna (1989), som var tidningen Bobo i nytt format sedan Gnuttarna & Co lades ner; Gnuttarna (1990), efter att Bobo och gnuttarna lagts ner, samt i veckotidningsserien "Bobo och Gnuttarna".

## Om Gnuttarna
Hur gnuttar kommer till världen är inte helt klart. Ibland kommer nya gnuttar vandrandes från myrarna i norr. På något sätt växer de upp ur dessa kärr och kommer vandrandes ner från bergen. Alla gnuttar antas vara män, men det finns även gnuttor, som syns till ibland. De bor dock i separata byar. Gnuttarnas största fiende är gnuttätaren, ett grönt och ganska dumt monster som ständigt försöker fånga gnuttarna på olika sätt.

### Fysiologi och beteende
En gnutt är en huvudfoting, ungefär 2 stora grankottar hög (ofta ansett vara lika med 23 cm högt) och har vit päls. En gnutt utan päls är enligt Gubbgnutten en skär och frysande liten stackare. Gnuttarna är i regel vegetarianer. De äter gärna morötter och äpplen, men även blåbär. En sallad på morötter och äpplen kallas "moppelsallad" (även kallad gnuttsallad) och passar bra till morotssaft. Den tillagas genom att man tar ett bett av ett äpple och sedan ett bett av en morot och låter det blandas till i magen. Morötters betydelse för gnuttar märks även i deras uttryck "Milda morötter!". De äter dessutom ibland rödbetor, men endast ifall de är kokta - Gnuttarnas päls blir nämligen röd ifall de äter råa rödbetor. Gnuttar tycker inte om saker som är raka eller kantiga. Det bästa Gnuttarna vet är att vila och att kittla varandra, eller sig själva, under fötterna. Uttryck som "Får man inte koppla av en stund innan vi ska ha roligt!?" illustrerar vad Gnuttarna prioriterar.

### Gnuttarnas värld
När Gnuttarna förekommer i serietidningen Bobo bor de i Storskogen. I skogen i tidningen Gnutten förekommer underliga varelser som fågelliknande varelser med en propeller på huvudet samt äpplen, koppar, mössor, slipsar, stumpor, vantar, skor, cylinderhattar och pennor med ögon som nyfiket betraktar gnuttarna. Enligt Gubbgnutten ligger gnuttbyn djupt inne i skogen i norr: "Man följer stigen nedanför de blå bergen, förbi tjärnen och över myren. Sen svänger man in mellan granarna och går till jättestenen. Klätta upp på den så kan du se byn... och så vidare." (4-1985) I gnuttbyn bor enligt Gubbgnutten exakt 18-40 gnuttar (7-1985)

#### Offerberget
Offerberget är, enligt Klockväckan, det ställe där morgonsolens första strålar faller. På bergets topp finns ett stenbord liknande det i boken Häxan och lejonet i C S Lewis berättelser om Narnia. Gubbgnutten förklarar att man för länge sedan trodde på Asagudarna; Tor och Oden med flera. Gnuttarna tror att berget kom till vid den tiden. (4-1985)

### Övriga platser
- Stora klippan

## Karaktärer

### Gnuttar
- Gubbgnutten - gnutt med släpande skägg, käpp, glasögon och flint är gnuttarnas ledare som avslutar många uttalanden med "... och så vidare." Gubbgnutten är den enda gnutt som kan urskiljas från de andra i den första tidningen från 1985. I sin hydda har han flera böcker som han ibland konsulterar. Gubbgnutten säger sig kunna hantera en slagruta och säger att "den böjer sig nedåt där det finns vatten, om man tror på den.". Gubbgnutten själv säger att han glömt hur gammal han är, men att "det måste vara minst femtioelva".
- Tröttgnutten - mår bäst när han får sova 23 timmar varje dygn. Till och med för att vara en gnutt är han i slöaste laget. Snarkar på ett outhärdligt vis när han sover, vilket han i sin tur som sagt gör i stort sett hela tiden.
- Spelgnutten - dubbelt så lång som de andra gnuttarna, vilket beror på att han blev uttänjd då han drogs loss ur ett träd. Bär ofta omkring på sin rotluta, men kan även spela trumpet, och sjunga. Har dessutom mycket bra sinne för tonsättning och sångtexter.
- Hungergnutten - ibland arbetar denna gnutt för att bättra på sin redan stora aptit. Gammelgnutten låser in skörden så att inte Hungergnutten kommer åt dem.
- Tänkargnutten - mycket intelligent gnutt med ett par rynkor i pannan, då han så väldigt ofta tänker, vilket han dessutom är mycket bra på. Notera dock att alla hans idéer inte alltid fungerar exakt som de ska. T.ex. så tänkte han en gång inte på att snö i grunden är vatten, och ifall man försöker smälta ner snön istället för att skotta bort den, så fryser det kvarvarande vattnet till is över natten.
- Skrattgnutten - gnutt som, som namnet antyder, skrattar väldigt mycket. Faktum är att han skrattar i stort sett hela tiden, bortsett från när någon säger något till honom som faktiskt verkligen är roligt - då tystnar han och förstår vanligtvis inte ett dugg.

### Andra
- Tuva - lurvig myrponny (ett slags häst i gnuttstorlek) med ganska hett temperament som blir god vän med Hungergnutten. Hästen fick sitt namn efter en läsartävling. Hästen själv föreslog "Ett bra namn... Vita blixten eller något sådant".
- Gnuttätaren - en tjockhudad grön varelse som är gnuttarnas främsta antagonist. Har lång nos, äter helst gnuttar och allra helst ska de enligt honom själv vara "lite feta" och stekta, men han kan även överleva på bär och svamp (även om han inte alls tycker om det). Han springer fortare än gnuttarna och kan bita av en gren. Han har gott luktsinne och säger sig ha jättebra hörsel. (5-1985)

Gnuttätaren har även en fru. Hon vägrar tro på gnuttarnas existens och tvingar honom vanligtvis att äta slip-slop-soppa, någonting gnuttätaren avskyr.

### Tillfälliga
- Spader - en lurvig varelse med en spade som svans. Lever enligt egen utsago i underlandet. (1-1985)
- Klockväckan - en ving- och näbbprydd varelse med klocka som kropp. Enligt Gubbgnutten är hon uppe tidigt på morgonen.
- Vässarna - med sin kung Skarp III i spetsen. Med sin ramsa "Allt som är runt och kasst ska bli rakt och vasst" och sin sång "Allt som är mjukt och fjantigt ska bli vasst och kantigt" hotar de att ta över skogen och vässa den i sin vässarlåda, som mest liknar en vanlig pennvässare men är stor nog att rymma en gnutt. (4-1985)
- Penn-Per - liten pojke klädd i gul pyjamas, som går omkring i skogarna. Möter en gång en gnutt, som hjälpte honom att hitta sin borttappade magiska penna. Det är nämligen så att det går att rita direkt i luften med den, varpå vad man än ritar skapas utifrån ingenting. (2-1987)
- Gnuttorna - de feminina varianterna till Gnuttarna. Har längre päls och ögonfransar, men liknar annars Gnuttarna på många vis, t.ex. har Hungergnutten en motsvarighet i Matgnuttan.